# اثر طبیعی ملی کانی برد
اثر طبیعی ملی کانی بُرد یک اثر طبیعی ملی ایران است که در استان کردستان در ایران قرار دارد. این اثر طبیعی ملی طبق مصوبهٔ شمارهٔ ۵۶۹ در تاریخ ۱۳۹۸/۰۴/۲۵ در فهرست مناطق تحت حفاظت سازمان محیط زیست ایران قرار گرفت.

## ویژگی‌ها
منطقه «کانی برد بانه» در محلی مشهور به نجه در حوزه روستای کانی برد و در شمال غربی شهرستان بانه قرار دارد. این منطقه به دلیل زیستگاه سمندر خال‌زرد کردستانی در فهرست آثار طبیعی ملی ایران ثبت شده است. این منطقه دارای چهار اصله درخت آزاد کهنسال بوده و در مسیر آبراهه‌های V شکل با شیب بسیار تند و در عرصه‌های پوشیده از درختان بلوط قرار گرفته است.